# Fontiveros
Fontiveros ist eine Gemeinde in der spanischen Provinz Ávila und damit Teil der Autonomen Gemeinschaft Kastilien und León.
Außerhalb Spaniens ist Fontiveros vor allem bekannt als Geburtsstadt des römisch-katholischen Heiligen Johannes vom Kreuz.